# International Bee Research Association
L’International Bee Research Association (ou Association internationale de recherche sur l’abeille) est une organisation sans but lucratif fondée en 1949 dans le but de faire connaître l’importance du rôle des abeilles et d'encourager leur utilisation. L’IBRA constitue un réseau international pour l’étude et la conservation de toutes les espèces d’abeilles et la promotion de leur utilisation comme bioindicateurs. L'organisation fait paraître tous les trois mois sa revue Journal of Apicultural Research ainsi que Bee World.